# Distrito de Tkvarcheli
El distrito o rayón de Tkvarcheli (en georgiano: ტყვარჩელის რაიონი; en abjasio: Тҟәарчал араион) es un distrito ubicada en el sur de la parcialmente reconocida República de Abjasia, con capital en Tkvarcheli, aunque de iure pertenece a la República Autónoma de Abjasia como parte de Georgia. Es el único distrito que no tiene equivalente en la división administrativa georgiana, y fue formado en 1995 con partes del distrito de Ochamchira y del distrito de Gali. 

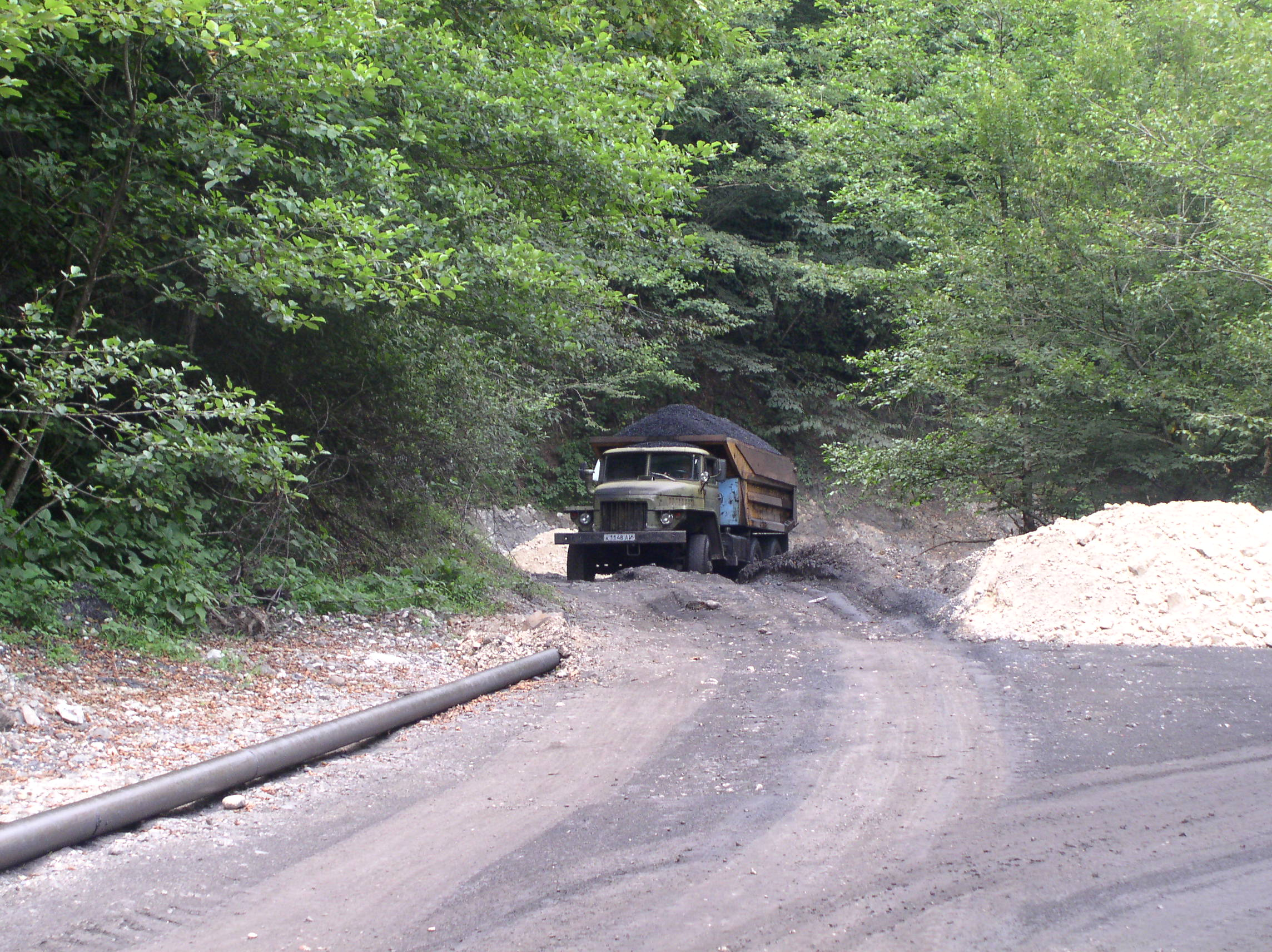
Carbón transportado por una tubería (a la izquierda), y camiones desde las minas del distrito de Tkvarcheli.

La población del distrito es de 14,477 de acuerdo con el censo de 2003. En el territorio que hoy ocupa el distrito, la población en 1989 era de 42.700 personas.
La composición étnica de la población en 2003 es de 37,8% abjasios, 55,2% georgianos, 4,9% rusos, 0,5% armenios.
Las minas de carbón son explotadas por la empresa turca Tamsaş, siendo la principal industria del distrito y su más importante fuente de ingresos, cuyos impuestos representan el 75% del presupuesto. La compañía fue criticada por negligencia en cumplir los requisitos mediambientales. Está proyectada la construcción de una fábrica de cemento, para su producción ser usada en la construcción del proyecto Olímpico de Sochi.
Administrativamente tiene 1 ciudad y 10 pueblos, y está gobernada por Timur Gogua.

## Demografía
La población del distrito tuvo grandes crecimientos en el siglo XX mientras fue parte de la Unión Soviética. Sin embargo, cuando estalló la guerra en Abjasia, se produjo un colapso en la población con la pérdida de más de 7.000 personas (que huyeron de Abjasia o murieron durante el conflicto armado), un 32% de la población de entonces. Sin embargo, a diferencia de otros distritos de Abjasia, no se produjo una limpieza étnica de georgianos ya que hoy en día siguen siendo el grupo más numeroso. Desde el final de la guerra, no se ha producido un retorno de la población huida.
| Gráfica de evolución demográfica de Distrito de Tkvarcheli entre 1989 y 2020 |
|                                                                              |

Durante años, las autoridades abjasias han promocionado y fomentado las identidades y lenguas mingrelianas y esvanas, con el objetivo de disminuir la enorme diferencia por la cual los georgianos son el grupo étnico más numeroso del distrito. Según cifras de 2011, el 58% (9.285 personas) de la población del distrito se autoidentifica como georgianos, frente 4,4% de mingrelianos (701 personas) y al 0,1% de esvanos (1 persona). Los georgianos son la población dominante en la mayoría de municipios, excepto en Tkvarcheli (66,5%), el pueblo de Tkvarcheli (95,4%), Pirveli Bedia (81,6%) y Agubedia (75,7%), donde la mayoría de la población se identifica como abjasios.
En la siguiente tabla, en la que se tuvo en cuenta a mingrelianos y esvanos como un subgrupo dentro de los georgianos, se puede ver la distribución demográfica del distrito en 2011:
|                       | 2011       | 2011       | 2011      | 2011       | 2011      | 2011       | 2011      | 2011       | 2011       | 2011       | 2011      | 2011       | 2011      |
|                       | Georgianos | Georgianos | Abjasios  | Abjasios   | Rusos     | Rusos      | Armenios  | Armenios   | Ucranianos | Ucranianos | Griegos   | Griegos    | Total     |
| Población             | Población  | Porcentaje | Población | Porcentaje | Población | Porcentaje | Población | Porcentaje | Población  | Porcentaje | Población | Porcentaje | Población |
| --------------------- | ---------- | ---------- | --------- | ---------- | --------- | ---------- | --------- | ---------- | ---------- | ---------- | --------- | ---------- | --------- |
| Tkvarcheli/Tqwarchal  | 871        | 17,4%      | 3334      | 66,5%      | 487       | 9,7%       | 54        | 1,1%       | 65         | 1,3%       | 19        | 0,4%       | 5013      |
| Pirveli Gali/Galkhuch | 2200       | 97,5%      | 31        | 1,4%       | 17        | 0,8%       | 1         | 0,1%       | -          | -          | -         | -          | 2256      |
| Okumi                 | 2201       | 98,3%      | 26        | 1,2%       | 4         | 0,2%       | -         | -          | -          | -          | -         | -          | 2239      |
| Tsarche               | 1600       | 96,3%      | 45        | 2,7%       | 8         | 0,5%       | -         | -          | -          | -          | -         | -          | 1661      |
| Chjortoli             | 715        | 81,5%      | 158       | 18%        | 1         | 0,1%       | -         | -          | -          | -          | -         | -          | 877       |
| Agubedia              | 184        | 23,4%      | 596       | 75,7%      | 8         | 0,8%       | -         | -          | 1          | 0,1%       | -         | -          | 787       |
| Rechji                | 723        | 99%        | 4         | 0,5%       | 1         | 0,1%       | -         | -          | -          | -          | -         | -          | 730       |
| Gumurishi             | 696        | 98,9%      | 4         | 0,5%       | 1         | 0,1%       |           |            |            |            |           |            | 704       |
| Tkvarcheli/Tkvarchal  | 17         | 3,1%       | 520       | 95,4%      | 5         | 0,9%       | 1         | 0,2%       | 1          | 0,2%       | -         | -          | 545       |
| Mujuri                | 509        | 97,5%      | 13        | 2,5%       | -         | -          | -         | -          | -          | -          | -         | -          | 522       |
| Pirveli Bedia         | 75         | 16,7%      | 367       | 81,6%      | 6         | 1,3%       | -         | -          | -          | -          | -         | -          | 450       |
| Bedia                 | 195        | 85,5%      | 31        | 13,6%      | 1         | 0,4%       | -         | -          | 1          | 0,4%       | -         | -          | 228       |
| Total                 | 9987       | 62,4%      | 5128      | 32%        | 537       | 3,4%       | 56        | 0,3%       | 67         | 0,4%       | 20        | 0,1%       | 16 012    |

### Idiomas
El idioma principal de comunicación en el distrito es el mingreliano, en menor medida también se usan el georgiano y con menos frecuencia en ruso. El idioma abjasio, con raras excepciones, no se utiliza.